# Stowe (Staffordshire)
Stowe – dzielnica miasta Lichfield, w Anglii, w Staffordshire, w dystrykcie Lichfield. Leży 0,9 km od centrum miasta Lichfield, 24 km od miasta Stafford i 176,6 km od Londynu. W 2011 roku dzielnica liczyła 5051 mieszkańców.